# 조홍제
조홍제(趙洪濟, 1906년 5월 20일 ~ 1984년 1월 16일)는 효성그룹을 설립한 대한민국의 기업인이다. 아호는 만우(晩愚). 본관은 함안이다.

## 이력

### 출생 ~ 학창시절
1906년 5월 20일 경남 함안군 군북면 동촌리 신창부락에서 출생했다. 조부 조중규(1861~1942)의 훈도로 소년 시절을 보냈고, 17세까지 5년 동안 종조부인 서천(西川)선생을 스승으로 섬겼다. 이후 1922년 4월에 중앙고등보통학교에 입학하였는데, 중앙고보 재학 중이던 1926년 6·10 만세운동 주모자의 한 사람으로 기소되어 옥고를 치렀다. 그 후 일본으로 유학하여 1929년 호세이 대학 경제학부에 입학한 뒤, 1935년에 졸업하여 귀국했다.

### 사업 활동

#### 군북 시기
1940년, 군북(郡北)금융조합의 조합장으로 당선되어 활동하였다.

#### 합작
1948년, 이병철(李秉喆)과의 공동 출자로 삼성물산공사(三星物産公司)를 창립했다. 1962년 9월, 15년간에 걸친 이병철 회장과의 동업 관계를 청산하고, 효성물산 주식회사로 독자사업을 시작했다.

#### 효성 그룹
1966년에 나일론 원사를 생산하는 동양나이론을 설립했으며, 한국타이어와 대전피혁(大田皮革)을 인수하는 등 사업을 확장했다. 1970년 한일(韓一)나이론을 인수하여 동양나이론에 흡수 합병을 가하였다. 1973년에는 동양폴리에스터와 동양염공(東洋染工)을 설립했다. 1975년에는 한영(韓永)공업을 인수하여 효성중공업으로 개편했으며, 원미(元美)섬유, 대성(大成)목재, 효성금속, 효성기계 등으로 사업의 영역을 넓혀갔다. 이후 1970년대 중반부터 효성 그룹은 국내 5대 그룹으로 성장하였다.

### 기타
이밖에 1959년에 배명학원 이사장, 1976년에는 동양학원 이사장, 전국경제인연합회(전경련) 부회장 등을 역임하는 등 교육과 사회 활동에도 참여했다. 1971년, 고려대학교에서 기업 발전과 국민 경제의 성장에 기여한 공로로 최우수 경영자상, 1975년 11월 제12회 수출의 날에 수출 유공자가 되어 동탑 산업 훈장, 1976년 11월 제13회 수출의 날에 금탑 산업 훈장을 수상했다. 1984년 1월 16일 78세로 별세했다.

## 가족 관계
| 관계     | 성명   | 출생   | 사망   | 활동사항                   | 비고 |
| -------- | ------ | ------ | ------ | -------------------------- | --- |
| 할아버지 | 조중규 | 1861년 | 1942년 |                            | 경상남도 함안의 대지주 집안                                                                                    |
| 아버지   | 조용돈 |        | 1937년 |                            | 경상남도 함안의 대지주 집안                                                                                    |
| 어머니   | 안부봉 |        |        |                            | |
| 부인     | 하정옥 | 1906년 | 1978년 |                            | 경상남도 진주 대지주 집안의 딸                                                                                 |
| 장녀     | 조명숙 | 1924년 | 1998년 |                            | 진주여고졸업 후 경상남도 진양의 대지주 집안으로 출가                                                           |
| 사위     | 허정호 | 1924년 | 2017년 | 새한병원 원장              | 세브란스의전 출신 의사                                                                                         |
| 차녀     | 조명률 | 1926년 |        |                            | 산청 대지주 권동혁 집안으로 출가                                                                               |
| 사위     | 권병규 | 1924년 |        | 전 효성건설 회장           | |
| 장남     | 조석래 | 1935년 | 2024년 | 효성그룹 회장              | 일리노이 공과대학 석사, 전국경제인연합회 회장                                                                  |
| 자부     | 송광자 | 1944년 |        |                            | 송인상 전 재무부 장관, 한국수출입은행 행장의 삼녀                                                              |
| -손자    | 조현준 | 1968년 |        | 효성그룹 사장              | 게이오대학교 석사, 전두환 전 대통령의 사돈 이희상 운산그룹 회장의 막내딸 이미경과 혼인                         |
| -손자    | 조현문 | 1969년 |        | 전 효성그룹 부사장         | 하버드대학교 법학박사, 미국변호사, 이부식 전 해운항만청장의 딸 이여진 미국변호사(콜럼비아대 졸)와 혼인         |
| -손자    | 조현상 | 1971년 |        | 효성그룹 부사장            | 브라운대학교 경제학과, 한국 최대 특장차 제조업체 (주)광림 김여송 대표의 딸 비올리스트 김유영(예일대 졸)과 혼인 |
| 차남     | 조양래 | 1937년 |        | 한국타이어그룹 회장        | 앨라배마대학교 졸업                                                                                            |
| 자부     | 홍문자 |        |        |                            | 홍긍식 전 변호사협회 회장 딸                                                                                   |
| -손녀    | 조희경 | 1964년 |        |                            | 미국 뉴욕에서 수학과 교수로 활동, 노정호 연세대학교 법대 교수와 혼인                                           |
| -손자    | 조현식 | 1970년 |        | 한국타이어 지주부문 사장   | 설경동 대한전선그룹 창업주의 사위 차동환 카이스트 교수의 딸 차진영과 혼인                                      |
| -손자    | 조현범 | 1972년 |        | 한국타이어 타이어부문 사장 | 이명박 전 대통령 삼녀 이수연과 결혼                                                                            |
| -손녀    | 조희원 | 1978년 |        |                            | 재미교포와 혼인                                                                                                |
| 삼남     | 조욱래 | 1949년 |        | DSDL그룹 회장              | 전 대전피혁, 효성기계 회장                                                                                     |
| 자부     | 김은주 |        |        |                            | 신동방그룹 창업주의 처남 김종대 전 농림수산부 장관의 딸                                                        |
| -손자    | 조현강 | 1974년 |        | DSDL그룹 임원              | 금융권 애널리스트 역임                                                                                         |
| -손녀    | 조윤경 | 1977년 |        |                            | 권노갑 전 민주당 최고위원의 사돈 신라컨트리클럽 회장 홍준기 회장의 아들 홍석융 신라저축은행 전무와 혼인        |
| -손자    | 조현우 | 1983년 |        | DSDL그룹 임원              | 경기초 졸업, 청운중 2학년 도미, 미국 Tuffs 대학 졸업                                                           |
| 동생     | 조성제 |        |        | 전 대전피혁 사장           | |
| 제수     | 정정윤 |        |        |                            | |
| -조카    | 조경래 |        |        |                            | 홍제선 전 전국경제인연합회 회장의 사위, 구인회 LG그룹 창업주의 차남 구자승 LG상사 사장이 손윗동서              |
| -조카    | 조익래 |        |        |                            | 원용석 전 경제기획원 장관의 동생 원용필 전 한국타이어 사장의 사위                                              |
| -조카    | 조정숙 |        |        |                            | 정종철 전 서울시장의 아들 정창순과 혼인                                                                        |

## 같이 보기
- 조석래
- 효성그룹
- 삼성그룹